# Massacre d'Arena
Le Massacre d'Arena eut lieu en 1699 sur l'île de Trinidad, près de la ville actuelle d'Arima, à la suite de combats entre Amérindiens caraïbes et missionnaires capucins.
En 1687, l'Espagne avait envoyé des frères capucins pour fonder des missions, dans quatre lieux de l'île de Tobago, reliés par des chemins amérindiens. À l'été 1697, Don José de Leon y Échales, gouverneur de la région mais aussi de Guyana, a reçu des directives du roi d'Espagne pour bâtir une forteresse. Les historiens ne sont cependant pas certains que ce soit bien lui qui soit tombé dans une embuscade ce jour-là.
Le 1er décembre 1699, une bande d'Amérindiens contraints à bâtir une nouvelle église tue trois frères capucins à San Rafael de Tobago, la capitale. Don José de Leon y Échales, qui visitait le site ce jour-là, ainsi que les autres missionnaires de San Francisco de la Arena sont tués.
Les représailles espagnoles sont terribles. Des centaines d'indigènes sont tués. Après avoir abimé l'église, les amérindiens fuient au nombre d'une vingtaine dans les marais de Nariva et sont pourchassés puis tués. Environ 84 autres sont encerclés sur la partie est de l'île, capturés et jugés. Après avoir été torturés, 22 adultes sont pendus en public le 14 janvier puis décapités.